# 卡里姆·雷基克
卡里姆·雷基克（阿拉伯语：كريم رقيق；1994年12月2日—），荷蘭足球運動員，司職中後衛，現效力阿聯酋職業足球聯賽球會阿布扎比半岛。

## 俱樂部生涯
雷基克在飛燕諾青訓營訓練八年，之後受到曼城的關注，並在2011-12賽季效力於曼城U18。在時任曼城主帥羅貝托·曼奇尼執教下，雷基克在英格蘭聯賽杯對陣伯明翰的比賽里完成了自己的一線隊首秀。在該賽季末段，他租借到英冠球隊樸茨茅斯。
在2012-13賽季，雷基克回歸曼城，出戰預備隊聯賽，不過也代表一線隊完成了英超首秀。聯賽後半段，他又加盟英冠球隊布萊克本流浪者。次年，19歲的他租借重返荷蘭，加盟荷甲豪門PSV燕豪芬。
2013年12月7日，在2013-14賽季荷甲聯賽第16輪埃因霍溫2-6不敵維特斯的比賽中，雷基克在第84分鐘攻入一球，完成個人在荷甲聯賽的首粒進球。
在效力埃因霍溫的兩個賽季里，他為球隊出戰69次，打入2球，並代表球隊出戰歐冠資格賽和歐聯，也在第二個賽季里取得了荷甲冠軍。
雖然年僅20歲就成為了精英球員，但雷基克在曼城難以獲得位置，因此在2015年，他轉投法甲的馬賽。
2015年9月20日，在2015-16賽季法甲聯賽第6輪馬賽1-1戰平里昂的比賽中，雷基克在第69分鐘攻入扳平比分的一球，完成個人在法甲聯賽的首粒進球。
在兩年的馬賽生涯中，他在洲際賽場積累了更多的經驗，參加了5場歐聯杯比賽，並在共計48場正式比賽當中取得一球一助。
在即將年滿23歲之時，雷基克又加盟了德甲的柏林赫塔。
2017年10月28日，在2017-18賽季德甲聯賽第10輪柏林赫塔2-1戰勝漢堡的比賽中，雷基克在第50分鐘攻入致勝一球，這是雷基克在德甲聯賽的處子球。
在加盟柏林赫塔的第一個賽季里，他成為了球隊的主力，出戰31場比賽，打入2球並貢獻4次助攻。接下來一個賽季，他在德甲聯賽和杯賽當中共出場27次；上賽季由於傷病的原因，他只出場在德甲14次（並取得一個進球），並在德國杯出場2次。
雷基克沒有出戰本賽季德甲前三輪的比賽，不過他出戰了對陣不倫瑞克的德國杯比賽，柏林赫塔也在這場比賽中被淘汰。
10月6日，西甲球隊塞維利亞足球俱樂部官網宣佈，球隊已經簽下德甲柏林赫塔俱樂部的荷蘭中後衛雷基克，雙方簽約至2025年。

## 國家隊生涯
雷基克同時擁有突尼斯國籍，但他此前為荷蘭國青隊（且代表荷蘭國青隊出戰過U17歐青賽）和國家隊都出戰過。他曾代表荷蘭國家足球隊出戰過兩場友誼賽，另外在2017年他也首發出戰了兩場2018年世界杯預選賽。

## 外部連結
- 卡里姆·雷基克 （页面存档备份，存于）在Voetbal中的国家队档案 （荷兰文）
- 卡里姆·雷基克在OnsOranje中的荷兰U-16国家队数据
- 卡里姆·雷基克在OnsOranje中的荷兰U-17国家队数据
- 卡里姆·雷基克在OnsOranje中的荷兰U-19国家队数据